# 奇虎360相关争议
对奇虎360的争议是指奇虎360产品在众多事件上存有争议及轶闻事件。

## 遭“后门”黑幕
2010年2月2日，瑞星公司發布《瑞星揭露黑幕：奇虎360给用户装“后门”》的文章，發現360產品在安裝進用戶電腦時，會偷偷開設“後門”，造成資料泄露隐患。360随后表示已修复该漏洞。但瑞星在其官方页面更新称：据瑞星安全专家分析，在360之后版本（6.1.5.1009）中此“后门”仍然存在。
此爭議之訴訟於2011年11月，由360勝訴。

## 虛假補丁事件
2012年8月1日，有用户反映360安全卫士“漏洞修复”功能中编号为KB360018的“高危漏洞补丁”，并非由微软公司发布。此补丁会强制在用户电脑内安装360安全浏览器。
360官方也做出了正式回应，承认KB360018确实并非微软官方补丁，而是由360自行发布的“伪补丁”，初衷是“提供的IE6内核升级方案”。

## 與《每日经济新闻》的纠纷
2013年2月26日，《每日经济新闻》发表《360黑匣子之谜——奇虎360“癌”性基因大揭秘》、《360制胜“秘籍”：神秘的V3升级机制》，披露消息称，当360要发动讨伐竞品对手的战争时，便启动“V3机制”——通过“360安全卫士”、“360安全浏览器”，在用户电脑中私自卸载竞争对手的产品，私自安装自己要推广的产品，从而以最便捷的方式占领市场。并在其网站每经网上作专题报道。次日360发表回应，称可能起诉《每日经济新闻》。
2013年7月4日，《每日经济新闻》再次发文称360在用户不知情的情况下大量上传用户金融用户名和密码等敏感信息，并称该情况已经引起某证券公司（原文称为A公司）的注意。
2013年12月30日，360起訴《每日經濟新聞》涉嫌虛假報導、侵害商譽一案在上海徐匯區人民法院開庭審理。360方面訴稱，《每日經濟新聞》匿名刊發詆毀侮辱360公司及產品的虛假報導，嚴重失實，並引用360競爭對手編造的各種謠言，誤導、恐嚇讀者。由此，“每經”的虛假新聞嚴重損害了360公司和產品的商譽，360請求法院判定“每經”嚴重侵害企業名譽權，並賠償經濟損失5000萬元。上海市徐匯區人民法院在後續審理中作出民事裁定，依法責令兩被告（成都每日經濟新聞報社有限公司、上海經聞文化傳播有限公司）在該案件訴訟期間停止發佈與案件有關的、涉及360企業形象或產品形象的報導或評論。
2014年9月19日，《每日经济新闻》发表《360黑匣子之谜——奇虎360“癌”性基因大揭秘》等一系列文章，因刊发虚假失实报道、诋毁侮辱360公司及产品，误导、恐吓读者，严重损害了360的商誉，最终法院判定《每日经济新闻》赔偿360经济损失150万元，并连续十日公开向360赔礼道歉。

## 被评测机构AV-C取消测试奖项
2015年4月30日，国际杀毒软件评测机构AV-Comtives（简称AV-C）对中国杀毒软件厂商发起质疑，腾讯和百度被指使用带有特殊标记的版本参评，成绩最好的360更是被取消了2015年奖项。AV-Comtives、AV-TEST和Virus Bulletin同時取消了360產品於2015年以來獲得的所有認證和評級。在這三間評測機構的聯合公告中，認為奇虎360在測試中使用了Bitdefender引擎（中文名比特梵德，简称BD引擎），而奇虎360自主開發的QVM引擎從未被開啟過。但是在奇虎360的市場版本中，都關閉了BD引擎，只使用QVM引擎，降低了安全層級；因此認為奇虎360涉及為了評比而造假。
2015年5月1日，360 Total Security博客发表文章，解释评测机构所指控的并非是杀毒能力差异，而是默认是否开启某些功能的差异，且功能是否默认开启已在交给评测机构的材料中声明。
2015年5月2日，360发表声明称，由于传统杀毒评测标准落后，将正式退出AV-C评测。互联网实验室和博客中国创始人方兴东表示，中国安全企业可以就此事重新审视自身过去的竞争策略和国际竞争格局。
2015年5月4日，360在位于北京酒仙桥的办公楼举行新闻沟通会，说明此次退出评测机构的具体事宜。360副总裁曲晓东表示，此次事件根本问题是传统杀毒与云安全的评测标准之争。

## 恶意推广

360安全卫士完成向安卓手机的恶意安装后弹出提示。

360以安全卫士、360杀毒、360安全浏览器等软件会通过优化、清理、修复等弹窗或按钮，在未明确提示用户或未经用户许可的情况下，诱导或强制推广安装奇虎360系列软件（“360全家桶”），并将浏览器等默认软件篡改为360系列软件。
安卓手机用户发现，在打开USB调试的情况下，只要将手机与电脑连接，安装了360安全卫士的电脑就会自动为用户手机装“360手机安全套装”（通常为360手机卫士、360手机助手、360手机浏览器），安装全过程无任何提示，也无须经过用户许可确认，直至所有软件安装完毕后，才会以弹窗的形式告知用户。大量手机用户还遇到过强制安装360手机助手后自动捆绑安装其他恶意软件，无法卸载、无法使用其它同类软件的问题。北京工商行政管理部门曾针对360安全卫士软件诱导用户使用360浏览器，并通过不兼容、难卸载等方式阻止用户安装和使用其他安全软件的不正当竞争行为予以行政告诫。

## 3Q大战
奇虎360公司与金山公司、傲游公司存在着矛盾，而在于众多公司的矛盾中，以与腾讯的矛盾最为人所知且最受关注。两家公司在2010年11月上旬的矛盾甚至引发了恶性商业竞争事件。

## 或涉防火长城
2012年7月2日，据千龙网报道，奇虎360公司在2005年加入中国GFW防火长城计划，奇虎360的两名高管齐向东和石晓虹加入了研究搜索引擎的安全管理系统，网上也可查到有方滨兴、齐向东、石晓虹曾经共同参与的科技成果。
但奇虎360董事长周鸿祎否认这件事，并表示系竞争对手恶意抹黑。奇虎首席安全官谭晓生也在Mozilla的安全邮件列表中声称，项目是为雅虎设立的，且完成之日奇虎尚未成立。

## 3B事件
奇虎360于2012年8月因推出360综合搜索而与百度发生矛盾并引起恶性商业竞争事件，奇虎360在其主页360导航将默认搜索引擎定为综合搜索，实质上综合搜索是360自己的搜索引擎，之后百度宣布起诉奇虎360并成功。

## 误报问题
- 2008年，瑞星宣称360杀毒软件拦截并删除瑞星个人防火墙。[32]
- 2008年，360杀毒误杀QQ游戏中心问题。[33]

## 浏览器工具纠纷

### 漏洞纠纷
2012年8月1日，有用户反映360安全卫士“漏洞修复”功能中编号为KB360018的“高危漏洞补丁”，并非由微软公司发布。此补丁会将用户电脑内的Internet Explorer 6浏览器升级为Internet Explorer 8浏览器并可选安装360安全浏览器。
360官方也做出了正式回应，承认KB360018确实并非微软官方补丁，而是由360自行发布的“伪补丁”，初衷是“提供的IE6内核升级方案”。

### 安全性纠纷
2014年10月20日，根据GreatFire.org组织的一条报道显示，中国防火墙GFW正在通过一张假的安全证书，对苹果的iCloud发起中间人攻击。使用Google Chrome或火狐浏览器时，用户会被警告证书的安全性，但360浏览器则没有防范。
360官方回应称该报道不实，并表示360浏览器可以识别假证书，并在地址栏和信息栏上显示警告信息。但又被指出360浏览器虽然会显示警告，但仍然打开页面，导致Cookie泄露。

### 隱私、資安疑慮
早在2010年，360的瀏覽器產品就被曝光有未經使用者同意收集使用者敏感資訊的問題（包括但不限於網站的使用者名稱及密碼），後來360的桌上型瀏覽器產品又再被百度員工發現會在使用者不知情的情況下抓取使用者的資料的情況，2017年第三季度，360旗下的行動瀏覽器產品更是被中華人民共和國工業和信息化部點名批評其侵犯個人隱私，指其「未經使用者許可，收集使用個人資訊」，繼續登上當年的工信部App黑名單當中。但與此同時360瀏覽器是中国互联网应急中心「恶意网址黑名单」的一個合作的資料來源之一。

## 应用下架事件

### 苹果App Store

#### 第一次App Store下架
2012年2月6日下午，奇虎360公司所有的iOS应用被苹果从App Store上下架，苹果公司并未透露下架原因。
 

2012年2月7日，奇虎360公司通过新浪微博声明：
|  | 我们已获得苹果回复：360产品无需做任何修改，将在未来48小时到72小时内重新上架苹果APP商店。此次下架原因，系苹果方面发现部分产品被刷票，出现异常的用户好评和差评，苹果按惯例进行调查。由于360所有无线产品均在同一个苹果账号下，故导致了全线产品下架。 |

2012年2月8日上午，360全线产品全部在App Store重新上架。

#### 第二次App Store下架
2013年1月25日晚间，360公司在苹果App Store上的大部分应用再次被下架，仅剩360云盘仍可下载。
2014年3月5日，360产品App Store已重新上架。

### 小米应用商店
- 2013 年 4 月 28 日，360 手机卫士被小米公司从 MIUI 应用商店下架，原因是在小米官方并不知情的情况下，该应用在提示用户修改权限的界面中，标注了“MIUI 温馨提示”等字样，可能对用户产生误导。[47]

- 2013 年 9 月 27 日，360 全线产品被小米公司从小米应用商店下架，原因是 360 手机助手在没有给出任何理由的情况下，建议用户卸载小米应用商店、百度地图等其他公司的手机应用。[48]

- 2016 年 1 月 8 日，360 全线产品被小米公司从小米应用商店下架，原因是部分小米用户被 360 安全卫士电脑版通过弹窗等形式恶意诱骗安装一款名为“雷电OS”的软件，它会在用户不知情的情况下篡改 MIUI 系统签名，导致小米手机无法正常升级系统，并通过篡改手机 recovery 阻止用户刷机卸载，甚至导致系统崩溃无法启动。[49]

### 其他应用商店
- 2013年9月，除小米之外，华为、三星、步步高、联想等多家手机企业的官方商店等内置应用也被360手机助手提示用户卸载。[50][51]之后，华为、联想、酷派、OPPO等多家公司确认将在各自应用商店全线下架360产品。[50]

## 水滴直播疑似侵犯隱私
2017年4月，旗下的水滴直播平台上出现中国全国各地多家学校的课堂实时画面，涵盖幼儿园到高中。对此，家长的态度不一，一方认为直播平台“见证了孩子的点滴”，另一方则担心安全隐患，学生则坚决反对，觉得隐私受到侵犯。部分学校认为公开画面不妥，已经将直播关闭。之后，水滴直播回应称摄像机默认关闭“水滴直播”功能，是否开启完全由用户自己决定。然而，《南方都市报》进一步报道水滴直播的场所不仅涉及学校，还对准了游泳池、盲人按摩馆、酒店大堂、内衣店，一些短租公寓室内等较为私密的场所也被直播。后来在同年12月13日，90后女生陈菲菲通过微信公众号“菲言菲语”发表一篇题为《一位92年女生致周鸿祎：别再盯着我们看了》的文章，通过亲身素食店、餐厅、小吃店、网吧等多个安装了“小水滴”摄像头的店家，再度指控水滴直播侵犯隐私。这一次，董事长周鸿祎在其个人微信公众号回应称，陈菲菲的文章误导读者，混淆视听，有“黑公关”之嫌。他还表示“这回被黑，肯定是又断了别人的财路了”。陈菲菲则澄清自己并非“黑公关”，“从始至终没有收一分钱”，“也没有花一分钱用来推广”，表示会采取法律行动。2017年12月20日，360宣布永久关闭水滴直播。

## 视频应用涉嫌大范围盗取视频
2018年2月20日凌晨，有bilibili的up主发现视频APP“快视频”在未经up主允许的情况下，大量盗取bilibili的视频，连up主的ID和视频下的评论也一并不经修改直接盗取，B站绑定的手机号码和密码能直接登录。同日，bilibili通过认证号“up主首席执事”发布《关于某视频App盗传稿件事件的公告》呼吁维权。
12时55分，快视频回应称，快视频不存在数据库脱库、获取用户个人隐私的任何行为。部分博主传播的恶意诽谤、造谣传谣的言论严重损害快视频的声誉，快视频已对造谣行为进行报警处理，并将追究相应法律责任。
14时17分，快视频回应称，经过排查发现部分快视频账号确实存在未经原创作者授权，私自搬用其内容，甚至冒用其头像及ID的行为，但否认存在盗取用户的帐号密码的行为。甚至大量窃取新浪微博的用户信息以及其秒拍视频资源。
2018年2月20日0时17分，bilibili发表了《关于用户反馈B站账号可以直接登录360快视频的调查结果》将“使用快视频登录输入B站账号密码后，B站账号会被异地登陆”和“用B站账号密码能直接登录360快视频”的流言证伪。官方在知乎上声称：“至今为止，我们没有发现B站的用户账号信息被泄漏的证据。账号安全是我们工作的重中之重，我们还在继续排查各种可能性。”
2月21日，bilibili正式向快视频发送律师函，要求快视频停止侵权行为，并向所有bilibiliUP主及bilibili公开赔礼道歉。

## 被美国商务部制裁
2020年5月，美國商務部宣布，將33家總部位於中國和開曼群島的企業及機構列入「實體清單」，其中包括360。该公司负责人随后回应称，堅決反對不負責任的指摘，並反對美商務部把商業活動和科技研發政治化的做法。該公司表示，虽然被列入實體清單會對360業務的開展造成一定困擾，但不會對360的日常經營產生重大影響，更不會中斷360繼續為客戶提供安全保障的能力。